# Occupy movement
Le mouvement Occupy ou Occupy movement (en français : mouvement d'occupation) est un mouvement international de protestation sociale entre 2011 et 2012, principalement dirigé contre les inégalités économiques et sociales,. Ce mouvement est assimilé au mouvement des Indignés.
Le groupe activiste canadien Adbusters est à l'origine du mouvement Occupy Wall Street (OWS),, leur principale source d'inspiration étant le printemps arabe,.
Le mouvement débute fin 2011 à Kuala Lumpur avec Occupy Dataran (en), suivi par Occupy Wall Street et Occupy San Francisco (en). Le 9 octobre 2011, le mouvement est présent dans plus de 95 villes à travers 82 pays et plus de 600 communautés aux États-Unis,,,,.

## Manifestations

### Canada
- Halifax
- Montréal :
- Québec
- Saguenay
- Occupy Toronto (en)
- Vancouver

### France
Au début de novembre 2011, une manifestation nommée « Occupy La Défense » regroupe 300 manifestants, lesquels sont délogés par les forces de l'ordre. Grâce aux appels lancés sur des réseaux sociaux, 400 personnes rejoignent ce mouvement, tandis que d'autres manifestations ont eu lieu à Nancy, Grenoble, Lyon et Perpignan. A Chambery, le mouvement regroupa une dizaine de personnes au pied du théâtre Charles Dullin.

### États-Unis
- Occupy Wall Street
- Occupy UC Davis

### Turquie
- Occupy Gezi

## Inspirations
Le mouvement Occupy a inspiré d'autres mouvements aux principes similaires mais aux objectifs différents, tel Occupy Central à Hong Kong, qui avait pour but de s'opposer en septembre 2014 aux décisions politiques du gouvernement chinois concernant la limitation du suffrage universel dans le territoire.
En Russie, un mouvement luttant publiquement contre la pédophilie, mais visant en réalité spécifiquement les homosexuels, a été créé en 2013 par le militant néo-nazi Maxim Martsinkevich sous le nom de Occupy Pedophilia.